# ويليام بي. كين
ويليام بي. كين (بالإنجليزية: William B. Keene) هو قاضي أمريكي، ولد في 23 فبراير 1925 في يونغزتاون في الولايات المتحدة، وتوفي في 10 يناير 2018 في مانهاتان بيتش في الولايات المتحدة.

## وصلات خارجية
- ويليام بي. كين على موقع IMDb (الإنجليزية)